# Ettore Sighieri
Ettore Sighieri (Vicopisano, 18 agosto 1854 – ...) è stato un politico e ingegnere italiano.
Durante la sua attività di deputato al Parlamento italiano (dalla XXIII alla XXV legislatura), presentò 4 progetti di legge:
- "Per dichiarare monumento nazionale la casa ove morì Giuseppe Mazzini in Pisa" (1910)
- "Affrancamento della servitù di pedaggio di alcuni ponti sull'Arno nella provincia di Pisa" (1913)
- "Affrancazione della servitù della tassa di pedaggio concessa dal governo granducale alle società anonime dei ponti nel fiume Arno in provincia di Pisa" (1914)
- "Concessione di sussidi ai privati danneggiati dalla piena dell'Arno il 7 gennaio 1920 nei comuni di Vico Pisano e Pisa" (1920).

Morì tra il marzo del 1939 e il febbraio del 1943.

## Opere
- Ettore Sighieri, Fiumi, navigazione interna, bonifiche, porti (Con 9 tavole fuori testo), Mariotti e Pacini, 1927.
- Ettore Sighieri, Note sulle bonifiche delle provincie di Firenze, Pistoia, Lucca e Pisa, Pacini Mariotti, 1929.